# Mantak Chia
Mantak Chia (* 4. April 1944 in Thailand) ist ein Autor, der sich mit traditionellen, daoistischen und esoterischen chinesischen Meditationstechniken, Kampfsportarten (Taijiquan, Kung Fu und Eisenhemd-Technik) und Medizinkonzepten beschäftigt. Er sieht sich selbst als Lehrer, der „seinen Schülern durch Kultivierung des Qi's beim Wachsen hilft“.

## Lehren
Mantak Chia entwickelte eine Synthese aus chinesischen und weiteren ostasiatischen Techniken wie „Kundalini-Aktivierung“, Yoga und Aikido.
Der Schwerpunkt seiner Kurse und Publikationen liegt auf den Qigong-Lehren der taoistischen Tradition Chinas, die auch die Meditations- und Kultivationstechniken des Tai Chi Chuan und des Kung Fu hervorgebracht hat, deren spirituelle Seite mit dem Qigong in Verbindung steht. In seinen Schriften lehrt Mantak Chia die Beherrschung und Lenkung der feinstofflichen Lebenskraft Qi (auch Chi geschrieben, im indischen Kulturkreis als Prana, unter westlichen Esoterikern auch als Od-Kraft bekannt). Er bereitete viele in Ostasien weithin bekannte taoistische Übungen und Meditationsverfahren für den westlichen Anwender auf und schuf ein gestuftes, praxisorientiertes System bestehend aus vielen konzentrativen Bewegungsabläufen, Atemübungen und meditativen Techniken, die die Gesundheit stärken und die Vitalität erhöhen sollen.
Die Lehrinhalte seiner Bücher umfassen den Kleinen und Großen Energiekreislauf, die Öffnung der Meridiane, den Austausch des Chi zwischen den einzelnen Organen sowie die Bündelung der Lebenskraft, um bestimmte, aus dem Kung Fu bekannte Kraftballungen zu erzeugen oder die Spannkraft des Körpers zu erhöhen. Mehrere Buchtitel widmen sich der Heilanwendung (z. B. Knochenmark Nei Kung), Kraftmehrung und Energiemassage (Nei Tsang), andere wie Eisenhemd Chi Kung der Qui-Speicherung und Verdichtung. Seine weiterführenden Werke beschäftigen sich mit der Inneren Alchemie und meditativen Methoden der Geistesschulung (z. B. Awaken Healing Light of the Tao, dt. „Das heilende Tao“). Die Grenzen seiner durchaus esoterisch ausgerichteten Schriften zur Chinesischen Medizin mit ihrem esoterisch-spirituellen Hintergrund sind fließend, zumal Quigong-Heilbehandlungen in China weit verbreitet sind und zahlreiche wissenschaftlich umstrittene Varianten der Energiemedizin (z. B. Akupunktur, Tuina) auf demselben Weltbild beruhen.
Chia vertritt die daoistische Auffassung, dass in der Sexualität des Mannes Orgasmus und Ejakulation zu trennen seien, um körperliche und geistige Gesundheit und Leistungsfähigkeit bis ins hohe Alter aufrechtzuerhalten. In seinem Buch Tao Yoga der Liebe gibt er hierzu umfangreiche Anleitung.
Sein Hauptwerk Tao Yoga. Praktisches Lehrbuch zur Erweckung der heilenden Urkraft Chi leitet dazu an, die nach asiatischer Sichtweise im Menschen wirksamen Energieströme (Qi) erfahrbar zu machen, sie zu stärken und die auf den für den Energiefluss vorgesehenen Bahnen bestehenden Blockaden aufzulösen.